# Zhongzhou, Huaiji
Zhongzhou (kinesiska: 中洲) är en köping i sydöstra Kina. Den ligger i Huaiji härad i staden Zhaoqing i provinsen Guangdong,  omkring 160 kilometer nordväst om provinshuvudstaden Guangzhou. Antalet invånare är 40 524. Befolkningen består av 20 528 kvinnor och 19 996 män. Barn under 15 år utgör 32 %, vuxna 15-64 år 59 %, och äldre över 65 år 8,0 %.